# آبراهام یروانتسی
آبْراهامْ یِرِوانْتْسی (ارمنی: Աբրահամ Երևանցի؛ انگلیسی: Abraham Erewantsi ؛۱۶۸۰ - ۱۷۴۰) تاریخ‌نگار اهل ارمنستان در سده هجدهم میلادی بود. 
وی اثری به نام «تاریخ جنگ‌ها» نگاشته و در آن (وقایع تاریخی ۱۷۲۱ تا ۱۷۳۶ میلادی را، که دربرگیرندهٔ شورش افاغنه تا به سلطنت رسیدن نادرشاه بود، به رشتهٔ تحریر درآورده است. این اثر منبع با ارزش در زمینهٔ تاریخ مناسبات ترک و ایران و تاریخ کشورهای ارمنستان، گرجستان و آذربایجان است. کتاب آبراهام منبع با ارزشی برای مطالعهٔ تاریخ ماورای قفقاز و ایران است. شرح او از دفع قهرمانانهٔ ایروان، و تسخیر شهر به دست نیروهای عثمانی در ۱۷۲۴ که خود شاهد آن بوده‌است، به ویژه حائز اهمیت است. این کتاب نخستین بار در ۱۹۳۸ توسط شعبهٔ فرهنگستان علوم شوروی در ارمنستان به چاپ رسد و در ۱۸۳۸ به روسی ترجمه شد.